# Julija Tieriechowa
Julija Siergiejewna Tieriechowa (ros. Юлия Сергеевна Терехова; ur. 20 lutego 1990) – rosyjska lekkoatletka specjalizująca się w biegach sprinterskich.
Na mistrzostwach Europy dla zawodników do lat 23 zdobyła srebrny medal w biegu na 400 metrów oraz złoto w sztafecie 4 x 400 metrów. 
Rekordy życiowe w biegu na 400 metrów: stadion – 52,29 (25 czerwca 2011, Yerino); hala – 52,68 (17 lutego 2014, Moskwa). 

## Osiągnięcia
| Rok  | Impreza                              | Miejsce  | Konkurencja        | Lokata     | Wynik   |
| ---- | ------------------------------------ | -------- | ------------------ | ---------- | ------- |
| 2007 | Olimpijski Festiwal Młodzieży Europy | Belgrad  | bieg na 400 m      | 2. miejsce | 54,32   |
| 2009 | Mistrzostwa Europy juniorów          | Nowy Sad | sztafeta 4 x 400 m | 1. miejsce | 3:26,25 |
| 2011 | Młodzieżowe mistrzostwa Europy       | Ostrawa  | bieg na 400 m      | 2. miejsce | 52,63   |
| 2011 | Młodzieżowe mistrzostwa Europy       | Ostrawa  | sztafeta 4 x 400 m | 1. miejsce | 3:27,72 |